# (29120) 1981 EY45
A (29120) 1981 EY45 a Naprendszer kisbolygóövében található aszteroida. Schelte J. Bus fedezte fel 1981. március 1-jén.